# 張裕 (南朝宋)
張裕（ちょう ゆう、376年 - 442年）は、東晋から南朝宋にかけての官僚。字は茂度。主君の劉裕と名が被っているため『宋書』では字で呼ばれている。本貫は呉郡呉県。

## 経歴
呉郡の上計吏、主簿、功曹、州命従事史に任じられたが、いずれも辞退した。のちに琅邪王司馬徳文の衛軍参軍、員外散騎侍郎、尚書度支郎に任じられたが、父が死亡したため喪に服することとなったためこちらも辞退した。
義熙5年（409年）に喪が明け、鎮南将軍何無忌の参軍となる。あわせて晋安郡太守に任じられた。盧循によって周辺地域が攻撃を受けると投降、建安郡太守の孫虯之とともに五斗米道軍のための軍資調達にあたった。盧循が撃退されると、賊に協力したかどで免官となる。ただし、まもなく始興相に任じられた。五斗米道軍によって興廃していた始興を再建し、その功績から劉裕直属の参軍に任じられた。直後太尉主簿、揚州治中従事史に転任した。
義熙8年（412年）、劉裕が劉毅を討伐するにあたり、張裕に揚州の政務を任せた。劉裕の帰還後荊州に派遣され、平西将軍司馬休之のもとで平西司馬、河南郡太守に任じられた。劉裕が司馬休之討伐の意思を固めると、張裕は船にて脱出、劉裕のもとに合流した。司馬休之が倒されたのち、劉裕の弟である劉道憐が荊州刺史に任じられると、張裕にその補佐が命じられた。その後帰還し揚州別駕従事史となった。
義熙12年（416年）、劉裕が後秦討伐に向かうと、再び揚州の政務が張裕に任じられた。その後使持節・都督広交二州諸軍事・建武将軍・平越中郎将・広州刺史に任じられ広州周辺を統治、治安の安定化に努めた。病を得て建康に帰還すると、劉道憐の司馬となった。更に廷尉・尚書吏部郎と官位を経た。
元嘉元年（424年）、使持節・都督益寧二州梁州之六郡諸軍事・冠軍将軍・益州刺史として益州入りした。元嘉3年（426年）、劉義隆が当時荊州刺史となっていた謝晦を討伐に出る。劉義隆は張裕に西から荊州を攻撃するよう命じたが、張裕の発した軍が白帝城に到着したときに荊州は平定された。張裕と謝晦が友人同士であったことから故意の遅参を疑われたが、張裕の弟である張邵が謝晦討伐で大いに奮戦したため、張裕が罪に問われることはなかった。ただし益州統治の任を解かれ、建康に帰還した。
元嘉7年（430年）、脚の病を得たため義興郡太守に任じられた。元嘉19年（442年）に死去した。享年は67。恭と諡された。

## 逸話
- 張裕が義興に出鎮するにあたり、劉義隆より「蜀であったような疑わしき振る舞いをするものではないぞ」と呼びかけられた。張裕は「陛下のご明断を頂戴せねば、我が家門は断絶を招くところでございました」と返答した[8]。

- 弟の張邵は張裕に先立ち死去した。張邵の子の張敷が父の死に憔悴していたため慰めようと試みたが、そのたびに張敷は父を思い出し、号泣。やがて張裕は「わしがお前を慰めようとすれば、それが却ってお前を悲しませることになってしまうのか」と言い、以降張敷のもとに赴かないようにした。間もなくして張敷も死亡した[9]。

## 家庭

### 先祖
張良の子孫とされる。張良の七世の孫が長沙郡太守に任じられ、その後呉郡呉県に移り住んでいたので、以降本貫とするようになった。なお三国呉に仕えた張昭は彭城国の人、張紘は広陵郡射陽県の人であり、別系統である。
- 高祖父：張嘉
- 曾祖父：張澄 - 晋の光禄大夫
- 祖父：張彭祖 - 広州刺史
- 父：張敞 - 侍中、尚書、呉国内史

### 弟
- 張禕 - 劉裕より毒酒による恭帝暗殺を命じられ、主殺しをなすぐらいならば、と自らその毒酒を飲んで死去した。
- 張邵 - 湘州刺史

### 子女
- 張演 - 太子中舎人
- 張鏡 - 新安郡太守
- 張永 - 征北将軍、南兗州刺史、侍中
- 張弁 - 尚書吏部郎、広州刺史
- 張岱 - 益州刺史、吏部尚書
- 張恕

## 伝記資料
- 『宋書』巻53 列伝第13
- 『南史』巻31 列伝第21